# بال‌چتری

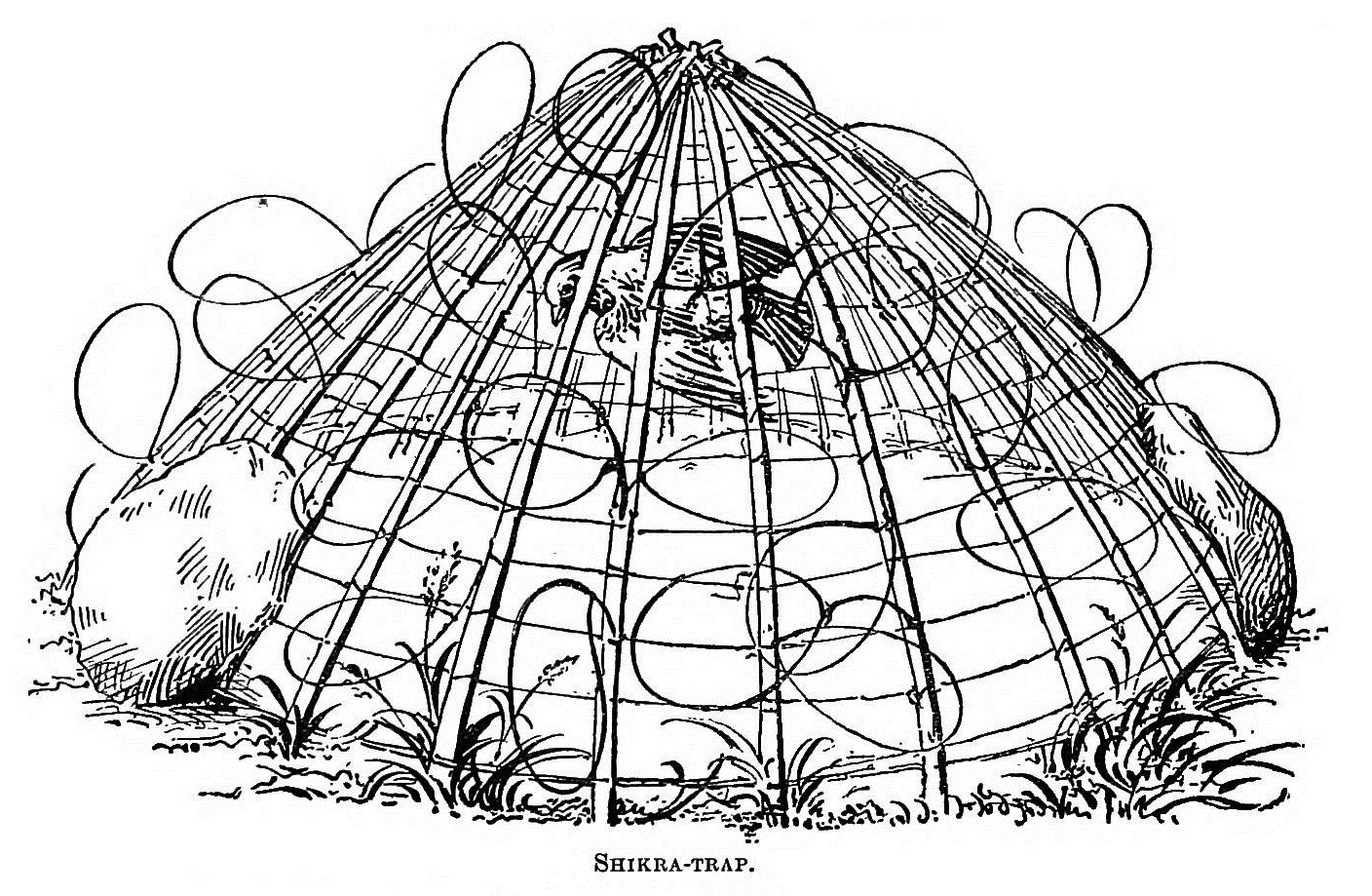
بال‌چتری ساخته‌شده از بامبوی شکافته‌شده با یک پرنده کوچک به عنوان طعمه مورد استفاده برای به دام انداختن پیغوی کوچک (هند، ۱۸۹۷)

بال‌چتری (به انگلیسی: Bal-chatri (/bɑ:l tʃʌθri/)) تله‌هایی هستند که برای گرفتن پرندگان شکاری (رپتورها) طراحی شده‌اند. این تله اساساً شامل یک قفس است که در داخل آن یک جونده زنده یا پرنده کوچک به وضوح قابل دیدن است، با یک سری طناب‌های تک‌رشته‌ای که به سطح آن متصل شده‌اند تا پاهای یک رپتور آزادپرواز را که سعی درگرفتن طعمه دارد، به دام بیاندازند. این نام از کلمه هندی گرفته شده توسط تله‌گذاران در هند گرفته شده‌است. تله‌های بال‌چتری اصلاح‌شده نیز برای شکار سنگ‌چشم استفاده می‌شوند.

## تاریخچه
بال‌چتری در شرق هند به‌عنوان تله‌ای ساخته‌شده و توسط بازداران برای صید پرندگان شکاری مناسب برای آموزش برای شکار ساخته شده‌است. این قفس شامل یک قفس کوچک، مخروطی شکل و عصایی بود که شامل پرندگان طعمه زنده برای جذب شکارچیان بود، و با حلقه‌های موی اسب متصل به آن پوشانده شده بود تا پاهای آنها را درهم ببندد. اصطلاح بال‌چتری (هندی: बाल छत्री) پس از شکل آنها به اشتباه به عنوان «چتر پسر»، یا «چتر کوچک» ترجمه شده‌است، اما به درستی به «چتر مویی» ترجمه شده‌است و به طناب‌های ساخته‌شده از موی اسب لنگر انداخته‌شده به چارچوب چترمانند اشاره دارد. استفاده از بال‌چتری‌ها همچنان توسط شاهین‌داران ادامه دارد، اما در پروژه‌های تحقیقاتی پرنده‌شناسی که نیاز به گرفتن شکارچیان برای حلقه‌گذاری و دیگر روش‌ها، مانند نمونه‌گیری خون دارد، نیز استفاده می‌شوند.